# Martin Rodbell
Martin Rodbell (Baltimore, Maryland; 1 de diciembre de 1925-Chapel Hill, Carolina del Norte; 7 de diciembre de 1998) fue un bioquímico estadounidense.que fue premio Nobel de Medicina y Fisiología en 1994, junto a su compatriota Alfred G. Gilman, por su descubrimiento de la función de la proteína G en procesos biológicos fundamentales y en enfermedades como el alcoholismo, el cáncer, el cólera y la diabetes.

## Biografía
Estudió biología en la Universidad Johns Hopkins. Trabajó durante muchos años en el NIH (National Institute of Health) de Betheseda, Maryland. Posteriormente trabajó en el Instituto Nacional de Ciencia y Salud Ambiental del Research Triangle Park, de Carolina del Norte.
Obtuvo el Premio Nobel de Fisiología o Medicina en 1994, compartido con Alfred G. Gilman, por sus trabajos sobre las proteínas G.
Estuvo casado desde 1950 con Barbara Ledermann, hermana de Susanne Ledermann y amigas ambas de Anna Frank. Tuvieron cuatro hijos.